# Mistrzostwa Świata w Lekkoatletyce 2019 – sztafeta mieszana 4 × 400 m
Sztafeta mieszana 4 × 400 metrów – jedna z konkurencji biegowych rozgrywanych podczas lekkoatletycznych mistrzostw świata na Stadionie Międzynarodowym Chalifa w Dosze.

## Terminarz
Źródło: worldathletics.org.
| Data        | Godzina |            |
| ----------- | ------- | ---------- |
| 28 września | 20:00   | Eliminacje |
| 29 września | 22:35   | Finał      |

## Rekordy
Tabela prezentuje rekordy kontynentów oraz najlepszy wynik na listach światowych w sezonie 2019 przed rozpoczęciem mistrzostw.
|                            | Państwo                                                                                      | Wynik   | Miejsce  | Data                  | Źródło      |
| -------------------------- | -------------------------------------------------------------------------------------------- | ------- | -------- | --------------------- | ----------- |
| Rekord świata              | –                                                                                            | –       | –        | –                     | [ 2 ]       |
| Rekord Afryki              | Kenia · (Jared Momanyi, Maureen Thomas, Hellen Syombua, Haron Koech)                         | 3:16,90 | Jokohama | 11 maja 2019(dts)     | [ 3 ]       |
| Rekord Ameryki Południowej | Brazylia · (Lucas Carvalho, Tiffani do Nascimento, Cristiane Silva, Alexander Ruso)          | 3:18,26 | Jokohama | 11 maja 2019(dts)     | [ 4 ]       |
| Rekord Ameryki Północnej   | Stany Zjednoczone · (Kyle Clemons, Claudia Francis, James Harris, Phyllis Francis)           | 3:13,20 | Eugene   | 29 lipca 2016(dts)    | [ 5 ]       |
| Rekord Australii i Oceanii | Australia · (Steven Solomon, Murray Goodwin, Anneliese Rubie, Ella Connolly)                 | 3:18,55 | Ostrawa  | 9 września 2018(dts)  | [ 6 ]       |
| Rekord Azji                | Bahrajn · (Ali Chamis Abbas, Kemi Adekoya, Salwa Eid Naser, Abbas Abu Bakr)                  | 3:11,89 | Dżakarta | 28 sierpnia 2018(dts) | [ 7 ]       |
| Rekord Europy              | Polska · (Kajetan Duszyński, Patrycja Wyciszkiewicz, Justyna Święty-Ersetic, Karol Zalewski) | 3:15,46 | Jokohama | 11 maja 2019(dts)     | [ 8 ]       |
| Listy światowe             | Polska · (Kajetan Duszyński, Patrycja Wyciszkiewicz, Justyna Święty-Ersetic, Karol Zalewski) | 3:15,46 | Jokohama | 11 maja 2019(dts)     | [ 8 ] [ 2 ] |

## Wyniki
Legenda
- (W) – kobieta
- (M) – mężczyzna

### Eliminacje
Awans: Trzy najlepsze z każdego biegu (Q) oraz dwie z najlepszymi czasami wśród przegranych (q).
Źródło: worldathletics.org.
| Pozycja | Bieg | Tor | Państwo           | Zawodniczki                                                                              | Czas    | Uwagi |
| ------- | ---- | --- | ----------------- | ---------------------------------------------------------------------------------------- | ------- | ----- |
| 1.      | 1    | 6   | Stany Zjednoczone | Tyrell Richard (M), Jessica Beard (K), Jasmine Blocker (K), Obi Igbokwe (M)              | 3:12,42 | Q,    |
| 2.      | 1    | 7   | Jamajka           | Nathon Allen (M), Janieve Russell (K), Roneisha McGregor (K), Javon Francis (M)          | 3:12,73 | Q,    |
| 3.      | 1    | 2   | Bahrajn           | Musa Isah (M), Aminat Yusuf Jamal (K), Salwa Eid Naser (K), Abbas Abu Bakr (M)           | 3:12,74 | Q,    |
| 4.      | 1    | 8   | Wielka Brytania   | Rabah Yousif (M), Zoey Clark (K), Emily Diamond (K), Martyn Rooney (M)                   | 3:12,80 | q,    |
| 5.      | 2    | 8   | Polska            | Wiktor Suwara (M), Anna Kiełbasińska (K), Małgorzata Hołub-Kowalik (K), Rafał Omelko (M) | 3:15,47 | Q     |
| 6.      | 2    | 3   | Brazylia          | Anderson Henriques (M), Tiffani Marinho (K), Geisa Coutinho (K), Lucas Carvalho (M)      | 3:16,12 | Q,    |
| 7.      | 2    | 2   | Indie             | Muhammed Anas (M), V. K. Vismaya (K), Jisna Mathew (K), Noah Nirmal Tom (M)              | 3:16,14 | Q,    |
| 8.      | 2    | 5   | Belgia            | Robin Vanderbemden (M), Camille Laus (K), Imke Vervaet (K), Dylan Borlée (M)             | 3:16,16 | q,    |
| 9.      | 2    | 6   | Włochy            | Edoardo Scotti (M), Giancarla Trevisan (K), Raphaela Lukudo (K), Brayan Lopez (M)        | 3:16,52 |       |
| 10.     | 1    | 9   | Kanada            | Austin Cole (M), Aiyanna Stiverne (K), Madeline Price (K), Philip Osei (M)               | 3:16,76 | NR    |
| 11.     | 2    | 7   | Kenia             | Alphas Kishoyian (M), Gladys Musyoki (K), Mary Moraa (K), Alex Sampao (M)                | 3:17,09 |       |
| 12.     | 1    | 4   | Francja           | Mame-Ibra Anne (M), Amandine Brossier (K), Agnès Raharolahy (K), Thomas Jordier (M)      | 3:17,17 | NR    |
| 13.     | 1    | 3   | Ukraina           | Danylo Danylenko (M), Tetiana Melnyk (K), Kateryna Kłymiuk (K), Ołeksij Pozdniakow (M)   | 3:17,50 |       |
| 14.     | 2    | 4   | Niemcy            | Marvin Schlegel (M), Luna Bulmahn (K), Karolina Pahlitzsch (K), Manuel Sanders (M)       | 3:17,85 |       |
| 15.     | 1    | 5   | Czechy            | Jan Tesař (M), Lada Vondrová (K), Tereza Petržilková (K), Patrik Šorm (M)                | 3:18,01 |       |
| 16.     | 2    | 9   | Japonia           | Seika Aoyama (K), Kōta Wakabayashi (M), Tomoya Tamura (M), Saki Takashima (K)            | 3:18,77 | NR    |

### Finał
Źródło: worldathletics.org.
| Pozycja | Tor | Państwo           | Zawodniczki                                                                             | Czas    | Uwagi |
| ------- | --- | ----------------- | --------------------------------------------------------------------------------------- | ------- | ----- |
| 01 !    | 5   | Stany Zjednoczone | Wil London (M), Allyson Felix (K), Courtney Okolo (K), Michael Cherry (M)               | 3:09,34 | WR    |
| 02 !    | 4   | Jamajka           | Nathon Allen (M), Roneisha McGregor (K), Tiffany James (K), Javon Francis (M)           | 3:11,78 | NR    |
| 03 !    | 9   | Bahrajn           | Musa Isah (M), Aminat Yusuf Jamal (K), Salwa Eid Naser (K), Abbas Abu Bakr (M)          | 3:11,82 | AR    |
| 4.      | 3   | Wielka Brytania   | Rabah Yousif (M), Zoey Clark (K), Emily Diamond (K), Martyn Rooney (M)                  | 3:12,27 | AR    |
| 5.      | 7   | Polska            | Wiktor Suwara (M), Rafał Omelko (M), Iga Baumgart-Witan (K), Justyna Święty-Ersetic (K) | 3:12,33 | NR    |
| 6.      | 2   | Belgia            | Dylan Borlée (M), Hanne Claes (K), Camille Laus (K), Kévin Borlée (M)                   | 3:14,22 | NR    |
| 7.      | 8   | Indie             | Muhammed Anas (M), Velluva Koroth Vismaya (K), Jisna Mathew (K), Noah Nirmal Tom (M)    | 3:15,77 | SB    |
| 8.      | 6   | Brazylia          | Lucas Carvalho (M), Tiffani Marinho (K), Geisa Coutinho (K), Alexander Russo (M)        | 3:16,22 |       |